# Peter Rudvall
Peter Rudvall är en artist från norra Halland, född 1976. Numera boende i Göteborg. Skriver musik med svenska texter om livets och kärlekens smärtsamma allvar. Spelade i sin ungdoms dagar i bandet Glad Marmelad.
Gav 2005 ut debutskivan Peter Rudvall siktar på hjärtat.
Den 12 september 2012 släpptes Hål i himlen. Skivan innehåller tio spår, och är Peters första fullängdare. I slutet av 2013 följde Rudvall upp Hål i himlen med en 3-spårs singel som döptes till Hallå! Det är Peter Rudvall.